# Callozostron
Callozostron is een geslacht van neteldieren uit de klasse van de Anthozoa (bloemdieren).

## Soorten
- Callozostron acanthodes Bayer, 1996
- Callozostron carlottae Kükenthal, 1909
- Callozostron diplodiadema Bayer, 1996
- Callozostron mirabile Wright, 1885
- Callozostron mirabilis Wright & Studer, 1889